# Amtsleiter
 
Amtsleiter en français : « chef de bureau » est un rang politique du parti nazi qui existe entre 1933 et 1938. Le grade est créé en tant que poste d'état-major politique « fourre-tout »  pour tous les niveaux du parti nazi (local, comté, région et national) et englobe un large éventail de fonctions et de responsabilités.
Un rang spécial de Hauptamtsleiter existe au Reichsleitung (niveau national) du parti nazi. En 1939, les deux grades d'Amtsleiter sont éliminés du parti nazi et remplacés par d’autres nouveaux grades politiques paramilitaires.